# 亚东玉山竹
亚东玉山竹（学名：Yushania yadongensis）为禾本科玉山竹属下的一个种。